# Inbursa
Grupo Financiero Inbursa — мексиканская финансовая группа. Контрольный пакет акций (61,78 %) принадлежит Карлосу Слиму.

## История
Старейший предшественник, брокерская контора Inversora Bursatil, был основан Карлосом Слимом в 1965 году. В последующие годы Слим приобрёл несколько страховых компаний, в частности, в 1984 году была куплена Seguros de México. В 1992 году была создана Grupo Financiero Inbursa («Финансовая группа Inbursa»), объединившая брокерский и страховой бизнес Слима. В 1993 году в составе группы был создан банк Banco Inbursa.
В ноябре 2023 года у французской банковской группы BNP Paribas была куплена 80-процентная доля в её дочерней структуре по автокредитованию Cetelem Mexico.

## Деятельность
По состоянию на начало 2024 года группа обслуживала 12 млн клиентов через сеть из 631 отделения и 11,4 тыс. банкоматов. Группа Inbursa предоставляет банковские услуги, а также услуги страхования жизни, пенсионного и имущественного страхования. Активы группы в конце 2023 года составляли 691,2 млрд песо (40,9 млрд долларов США), из них на выданные кредиты пришлось 353,7 млрд песо; принятые депозиты составили 301,7 млрд песо.
Основные составляющие Grupo Financiero Inbursa:
- Banco Inbursa — банковские услуги, активы 562,5 млрд песо;
- Operadora Inbursa de Fondos de Inversión — управление активами, активы 5,5 млрд песо;
- Inversora Bursátil — брокерские услуги, активы 7,1 млрд песо;
- Seguros Inbursa — страхование, активы 96,1 млрд песо;
- Pensiones Inbursa — пенсионное страхование, активы 10,7 млрд песо;
- Seguros de Caución y Fianzas — страхование, активы 9,1 млрд песо.

В списке крупнейших публичных компаний мира Forbes Global 2000 за 2024 год Grupo Inbursa заняла 774-е место.